# Kramerová versus Kramer
Kramerová versus Kramer (v originále Kramer vs. Kramer) je americké filmové drama. Film režíroval Robert Benton a hlavními herci jsou Dustin Hoffman, Meryl Streepová, Justin Henry a Jane Alexander. Film měl premiéru v USA 17. prosince 1979. Snímek získal celkově pět Oscarů – nejlepší film, režie, herec v hlavní roli, herečka ve vedlejší roli a scénář. Manželské drama dosáhlo nebývalého finančního zisku (104 986 000 dolarů). Meryl Streepová dosáhla touto rolí prvního velkého úspěchu.

## Děj
Pro reklamního agenta Teda Kramera je reklama v životě na první místě. Když ho opustí žena Joanna, musí sám pečovat o syna Billyho. Po počátečním zmatku se vžije do nové role a probudí se v něm tak vřelý vztah k dítěti, že se smíří dokonce s profesionálním sestupem. Po 18 měsících se však Joanna vrátí a před soudem se domáhá nároku na Billyho. I když je jí přiřčen, nakonec se ho dobrovolně vzdá.
Fascinující a dojímavý pohled na skutečný pohled – na rodiče i děti – manželského odloučení a rozvodu.

## Obsazení
| Dustin Hoffman  | Ted Kramer         |
| Meryl Streepová | Joanna Kramerová   |
| Justin Henry    | Billy Kramer       |
| Jane Alexander  | Margaret Phelpsová |
| Petra King      | Petie Phelpsová    |
| Melissa Morell  | Kim Phelps         |

### Výkony
Dustin Hoffman i Meryl Streepová podávají silné, přirozené herecké výkony (oba získali Oscary – pro nejlepšího herce a nejlepší herečku ve vedlejší roli – a snímek získal cenu za nejlepší film), obzvlášť v napjatých scénách v soudní síni. Režisér Benton projevil velkou uměřenost v okamžicích, kdy se vytváří pouto mezi Tedem a jeho synem, kde by snadno mohlo dojít k přepjatému přehrávání.

## Ocenění
- 1979 Oscar za nejlepší film

- 1979 Oscar za nejlepší režii (Robert Benton)

- 1979 Oscar za nejlepšího herce v hlavní roli (Dustin Hoffman)

- 1979 Oscar za nejlepší herečku ve vedlejší roli (Meryl Streepová)

- 1979 Oscar za nejlepší adaptovaný scénář (Robert Benton)